# مایکل ریچاردسون
مایکل ریچارد آنتونیو نیسون ریچاردسون (انگلیسی: Micheál Richard Antonio Neeson Richardson؛ زادهٔ ۲۲ ژوئن ۱۹۹۵) بازیگر اهل ایرلند است. وی از سال ۲۰۱۳ میلادی تاکنون مشغول فعالیت بوده است.
از فیلم‌ها یا برنامه‌های تلویزیونی که وی در آن نقش داشته است می‌توان به تعقیب سرد، ساخت ایتالیا و وکس لوکس اشاره کرد.

## زندگینامه
ریچاردسون در سال ۱۹۹۵ در دوبلین ایرلند، از بازیگر ایرلندی لیام نیسون و بازیگر انگلیسی ناتاشا ریچاردسون متولد شد. او از خانواده ردگریو است؛ خانواده‌ای که اکثر اعضای آن هنرمندان سینما هستند، وی نوه بازیگر ونسا ردگریو و فیلمساز تونی ریچاردسون و نتیجه مایکل ردگریو و ریچل کمپسون، برادرزاده جولی ریچاردسون، نوه برادر لین ردگریو و کورین ردگریو و پسرعموی جما ردگریو است.
او در سال ۲۰۱۸، نه سال پس از مرگ مادرش، نام خانوادگی او را برای خود برگزید تا به او و خانواده‌اش ادای احترام کند. 

## حرفه
پس از حضور در فیلم وکس لوکس به کارگردانی بردی کوربت در سال ۲۰۱۸، ریچاردسون در فیلم تعقیب سرد (۲۰۱۹) و بازسازی فیلم جنایی نروژی به ترتیب خروج از صحنه محصول (۲۰۱۴) بازی کرد.
ریچاردسون در کنار پدرش در فیلم ساخت ایتالیا (۲۰۲۰) که فیلمی درباره غم و اندوه در روابط خانوادگی بود، ظاهر شد. هر دو تحت تأثیر فیلمنامه جیمز دارسی و شباهت‌های آن با تجربیات شخصی‌شان از غم و اندوه قرار گرفتند.

## فیلم‌شناسی
سینمایی
| سال  | عنوان                       | نقش                 | یادداشت‌ها                             | منبع |
| ---- | --------------------------- | ------------------- | ------------------------------------- | ---- |
| ۲۰۱۳ | گوینده ۲: افسانه ادامه دارد | خبرنگار کانال تاریخ | اولین حضور سینمایی در نقش مایکل نیسون |      |
| ۲۰۱۸ | وکس لوکس                    | نوازنده             |                                       |      |
| ۲۰۱۹ | تعقیب سرد                   | کایل کاکسمن         |                                       |      |
| ۲۰۲۰ | ساخت ایتالیا                | جک فاستر            |                                       |      |
| ۲۰۲۱ | در راه ما                   | هنری ریچاردسون      |                                       |      |
| ۲۰۲۳ | جایی آرام                   | جو                  |                                       |      |

تلویزیونی
| سال  | عنوان                       | نقش                  | یادداشت‌ها     | منبع  |
| ---- | --------------------------- | -------------------- | ------------- | ----- |
| ۲۰۲۰ | سگ‌های بزرگ                  | رنی                  | ۸ قسمت        |       |
| ۲۰۲۲ | جنگ ستارگان: داستان‌های جدای | کوای-گان جین (جوانی) | قسمت: «عدالت» | [ ۸ ] |